# 鲁比亚塞阿
鲁比亚塞阿是巴西圣保罗州的一个市镇。总面积236.907平方公里，总人口2501人，人口密度10.6人/平方公里。